# یواس‌اس لوید (دی‌ئی-۲۰۹)
یواس‌اس لوید (دی‌ئی-۲۰۹) (به انگلیسی: USS Lloyd (DE-209)) یک کشتی بود که طول آن ۳۰۶ فوت (۹۳ متر) بود. این کشتی در سال ۱۹۴۳ ساخته شد.